# La Jumellière
La Jumellière ist eine Ortschaft und ehemalige Gemeinde mit 1425 Einwohnern (Stand: 1. Januar 2022) im französischen Département Maine-et-Loire in der Region Pays de la Loire. Die Einwohner Jumellinois genannt. Sie gehörte zum Arrondissement Cholet. Die Bewohner werden Jumellinois und Jumellinoises genannt.
Der Erlass des Präfekten vom 24. September 2015 legte mit Wirkung zum 15. Dezember 2015 die Eingliederung von La Jumellière als Commune déléguée gemeinsam mit zwölf bis dahin selbstständigen Gemeinden und Ortschaften zur Commune nouvelle Chemillé-en-Anjou fest.

## Geografie

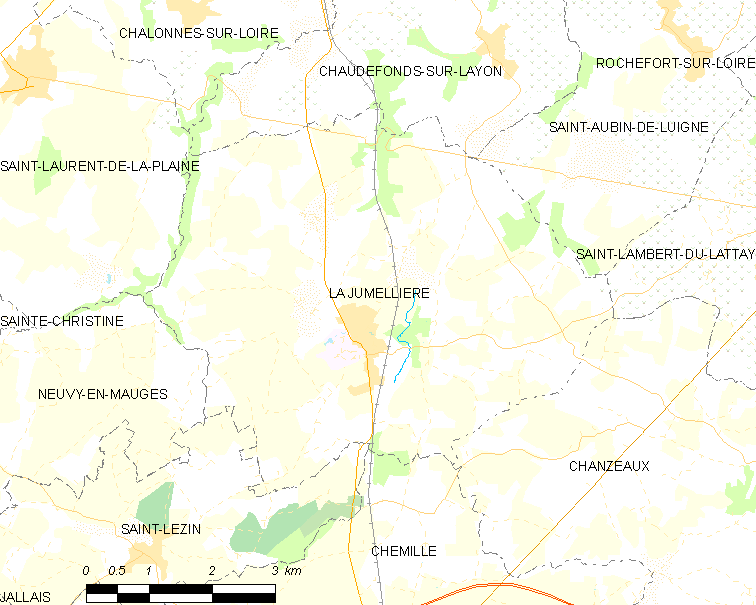
Karte von La Jumellière

La Jumellière liegt etwa 25 Kilometer südwestlich von Angers, etwa 50 Kilometer westlich von Saumur und etwa 27 Kilometer nordnordöstlich von Cholet in der Région naturelle der Mauges, Teil der historischen Provinz des Anjou. Das Gebiet von La Jumellière liegt im äußersten Südosten des Armorikanischen Massivs nahe der Landschaft des Layon inmitten einer hügeligen Landschaft mit Höhen teilweise über 100 m. Das Ortszentrum liegt auf etwa 89 m. Das Ortsgebiet wird vom im Oberlauf vom zeitweise trockenfallenden Oyon mit seinen kleineren Nebenflüssen sowie vom Fluss Jeu entwässert.
Umgeben wird La Jumellière von drei Nachbargemeinden und vier Communes déléguées von Chemillé-en-Anjou:
| Mauges-sur-Loire                   | Chaudefonds-sur-Layon                       | Val-du-Layon                 |
| Neuvy-en-Mauges (Commune déléguée) | Kompassrose, die auf Nachbargemeinden zeigt |                              |
| Saint-Lézin (Commune déléguée)     | Chemillé (Commune déléguée)                 | Chanzeaux (Commune déléguée) |

## Toponymie und Geschichte
Frühe Formen des Ortsnamens waren Jumelaria (1069) und Gemelaria (1178).
Im 10. Jahrhundert wurde eine Burg an der Straße von Chemillé nach Chalonnes-sur-Loire errichtet, die der Familie La Jumellière gehörte, deren Wappen noch heute das Ortswappen ist. 1330 heiratete die letzte Nachkommin Louis de Beaupréau. La Jumellière wurde 1570 von Beaupréau abgetrennt. Das Lehen wurde 1780 in Pacht gegeben, stand ein Jahr später zum Verkauf, der nicht mehr stattfand. Die Kastellanei von La Jumellière gehörte zu Chalonnes. Im 15. Jahrhundert und 1730 wurde das Schloss neben der Apsis der ehemaligen Kirche neu errichtet.
La Jumellière nahm am Aufstand der Vendée, dem bewaffneten Kampf der royalistisch-katholisch gesinnten Landbevölkerung gegen Repräsentanten und Truppen der Ersten Französischen Republik, teil, allerdings auf Seiten der Revolutionäre. Das Dorf wurde im April und im Juni 1793 von Aufständischen angegriffen. Die Höllenkolonnen von Louis Grignon richteten am 24. Januar 1994 ein Massaker unter den Dorfbewohnern an. Die Überreste der Kirche und des Pfarrhauses wurden im November 1795 als Nationalgut an die Bewohner verkauft.

## Bevölkerungsentwicklung
| La Jumellière: Einwohnerzahlen von 1793 bis 2020                                                                           | La Jumellière: Einwohnerzahlen von 1793 bis 2020 | La Jumellière: Einwohnerzahlen von 1793 bis 2020 | La Jumellière: Einwohnerzahlen von 1793 bis 2020 | La Jumellière: Einwohnerzahlen von 1793 bis 2020 |
| --- | ------------------------------------------------ | ------------------------------------------------ | ------------------------------------------------ | ------------------------------------------------ |
| Jahr |                                                  |                                                  |                                                  | Einwohner                                        |
| 1793 | 1793                                             |                                                  | 1.630                                            | 1.630                                            |
| 1800 | 1800                                             |                                                  | 1.163                                            | 1.163                                            |
| 1806 | 1806                                             |                                                  | 1.437                                            | 1.437                                            |
| 1821 | 1821                                             |                                                  | 1.519                                            | 1.519                                            |
| 1831 | 1831                                             |                                                  | 1.522                                            | 1.522                                            |
| 1836 | 1836                                             |                                                  | 1.497                                            | 1.497                                            |
| 1841 | 1841                                             |                                                  | 1.500                                            | 1.500                                            |
| 1846 | 1846                                             |                                                  | 1.584                                            | 1.584                                            |
| 1851 | 1851                                             |                                                  | 1.625                                            | 1.625                                            |
| 1856 | 1856                                             |                                                  | 1.673                                            | 1.673                                            |
| 1861 | 1861                                             |                                                  | 1.735                                            | 1.735                                            |
| 1866 | 1866                                             |                                                  | 1.755                                            | 1.755                                            |
| 1872 | 1872                                             |                                                  | 1.581                                            | 1.581                                            |
| 1876 | 1876                                             |                                                  | 1.484                                            | 1.484                                            |
| 1881 | 1881                                             |                                                  | 1.404                                            | 1.404                                            |
| 1886 | 1886                                             |                                                  | 1.493                                            | 1.493                                            |
| 1891 | 1891                                             |                                                  | 1.409                                            | 1.409                                            |
| 1896 | 1896                                             |                                                  | 1.358                                            | 1.358                                            |
| 1901 | 1901                                             |                                                  | 1.363                                            | 1.363                                            |
| 1906 | 1906                                             |                                                  | 1.355                                            | 1.355                                            |
| 1911 | 1911                                             |                                                  | 1.296                                            | 1.296                                            |
| 1921 | 1921                                             |                                                  | 1.181                                            | 1.181                                            |
| 1926 | 1926                                             |                                                  | 1.231                                            | 1.231                                            |
| 1931 | 1931                                             |                                                  | 1.208                                            | 1.208                                            |
| 1936 | 1936                                             |                                                  | 1.149                                            | 1.149                                            |
| 1946 | 1946                                             |                                                  | 1.163                                            | 1.163                                            |
| 1954 | 1954                                             |                                                  | 1.096                                            | 1.096                                            |
| 1962 | 1962                                             |                                                  | 1.126                                            | 1.126                                            |
| 1968 | 1968                                             |                                                  | 1.110                                            | 1.110                                            |
| 1975 | 1975                                             |                                                  | 987                                              | 987                                              |
| 1982 | 1982                                             |                                                  | 967                                              | 967                                              |
| 1990 | 1990                                             |                                                  | 1.014                                            | 1.014                                            |
| 1999 | 1999                                             |                                                  | 1.063                                            | 1.063                                            |
| 2006 | 2006                                             |                                                  | 1.257                                            | 1.257                                            |
| 2013 | 2013                                             |                                                  | 1.419                                            | 1.419                                            |
| 2020 | 2020                                             |                                                  | 1.366                                            | 1.366                                            |
| Quelle(n): EHESS/Cassini bis 1999, INSEE ab 2006 Anmerkung(en): Ab 1962 offizielle Zahlen ohne Einwohner mit Zweitwohnsitz |                                                  |                                                  |                                                  |                                                  |

Der Bevölkerungsrückgang am Ende des 18. und zu Beginn des 19. Jahrhunderts ist eine Folge der Unruhen im Rahmen des Aufstands der Vendée.

## Sehenswürdigkeiten
- Pfarrkirche Saint-Pierre, zwischen 1856 und 1862 neu gebaut
- Schloss Les Buhards aus dem 19. Jahrhundert, seit 1999 in Teilen als Monument historique eingeschrieben
- Schloss La Jumellière mit Park aus dem 19. Jahrhundert

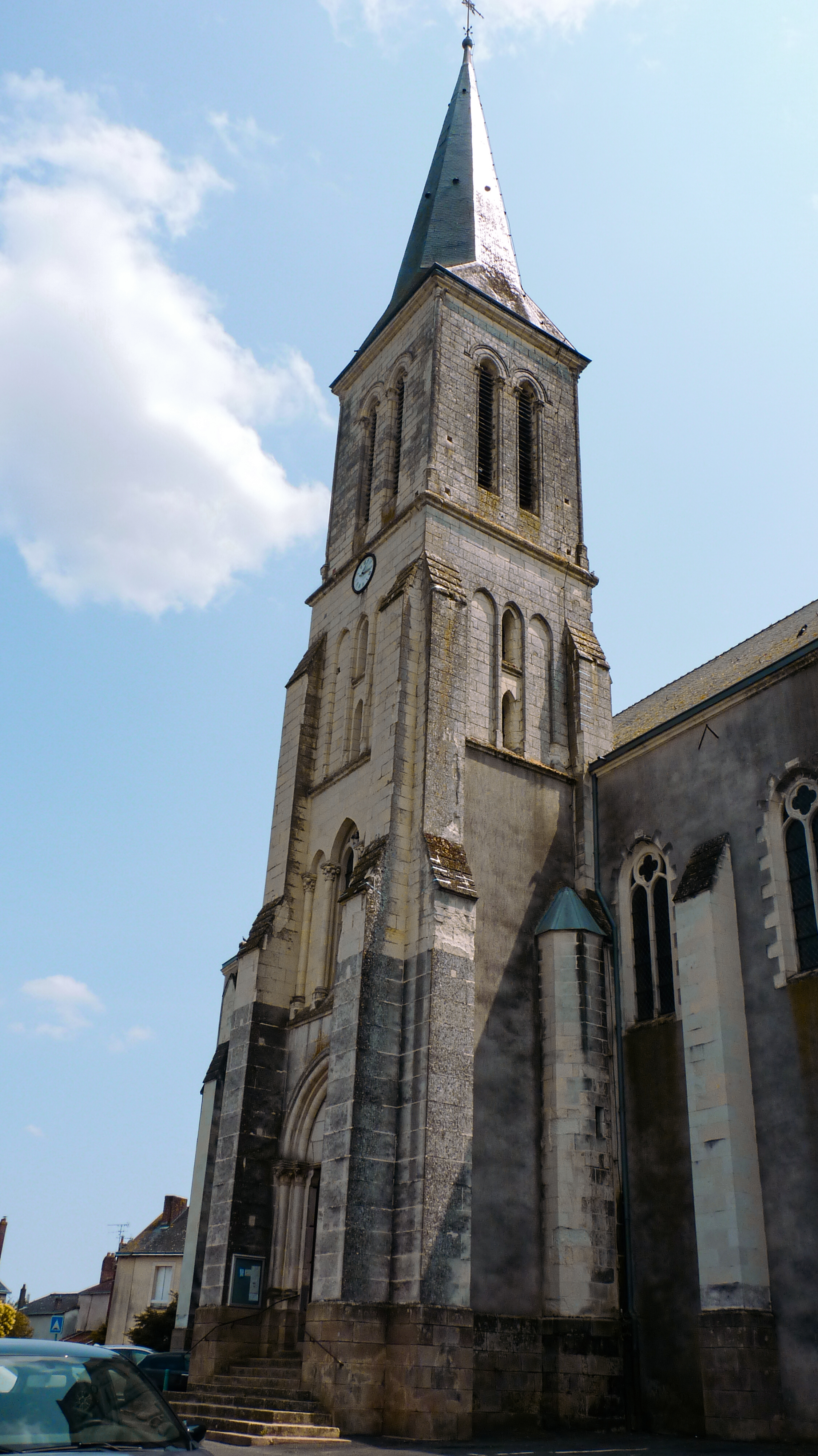
Pfarrkirche Saint-Pierre
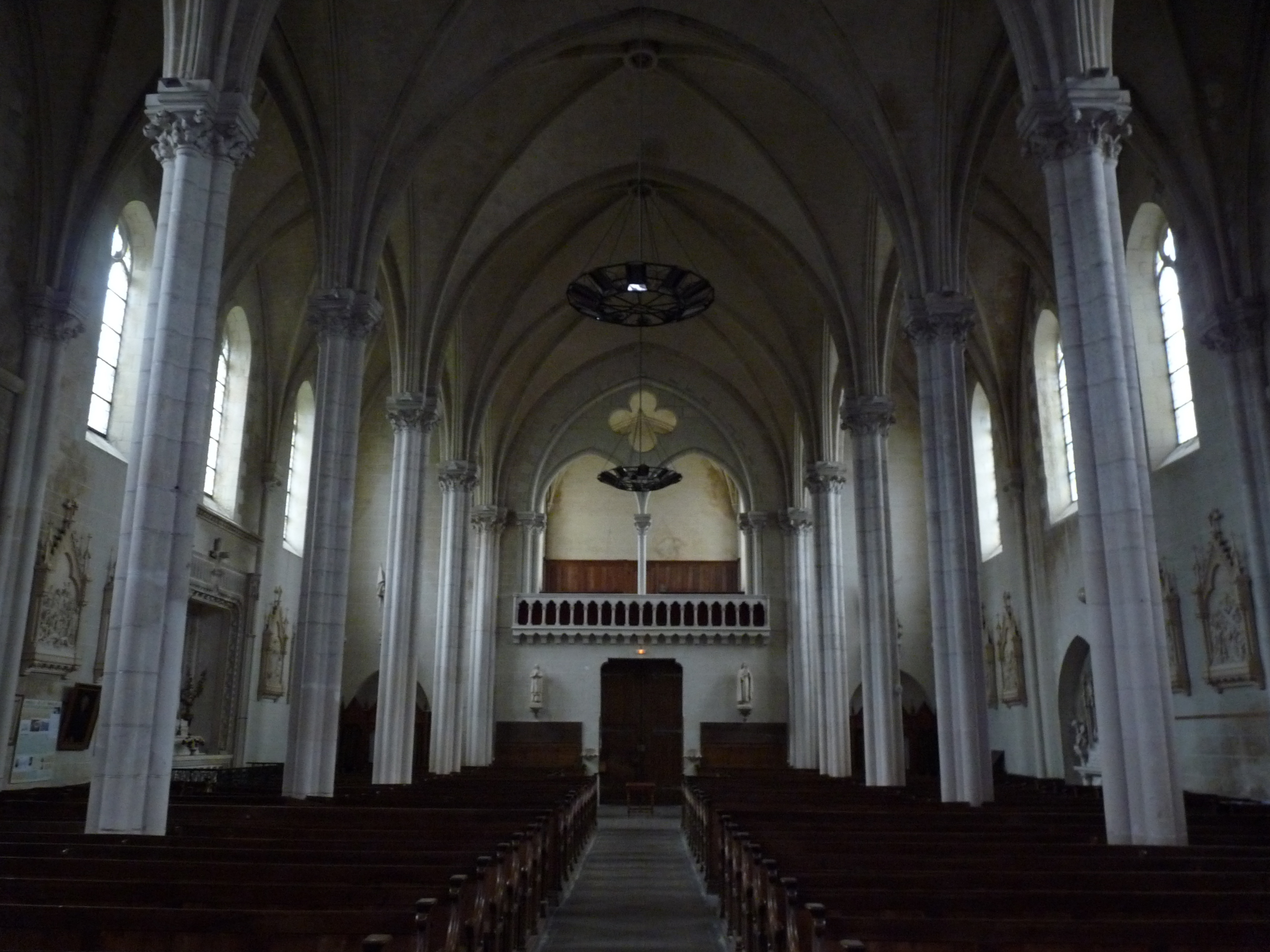
Innenraum
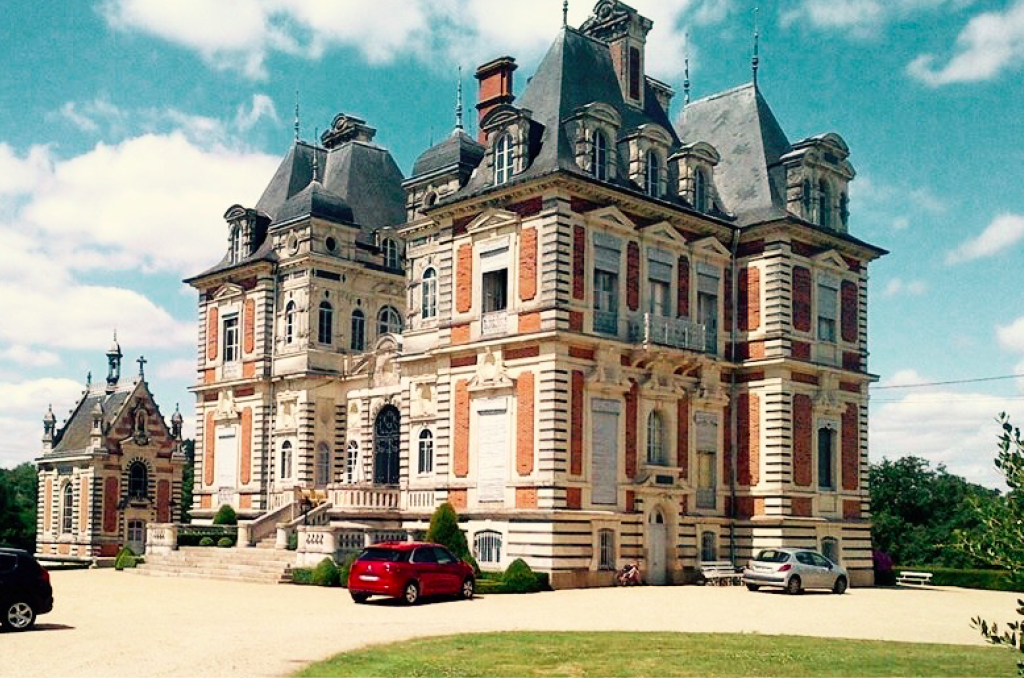
Schloss Les Buhards
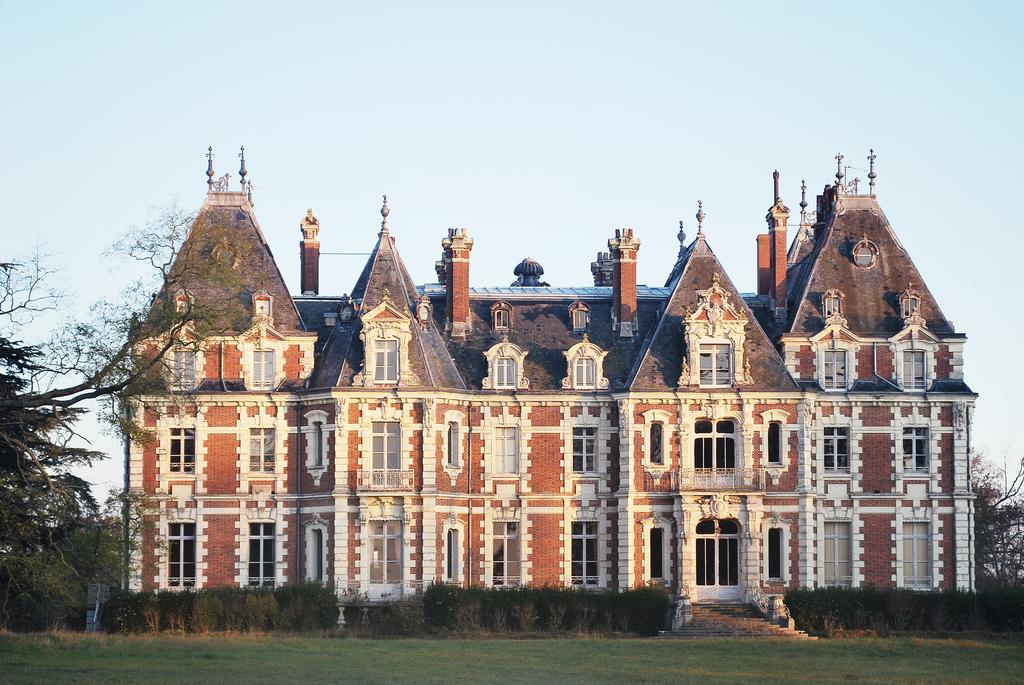
Schloss La Jumellière